# 焦点主义
焦点主义（西班牙語：Foquismo）是一种通过游击战开展革命的的理论，由法国知识分子雷吉斯·德布雷提出，其主要灵感来源于拉丁美洲共产主义革命家切·格瓦拉在古巴革命中的成功经验。

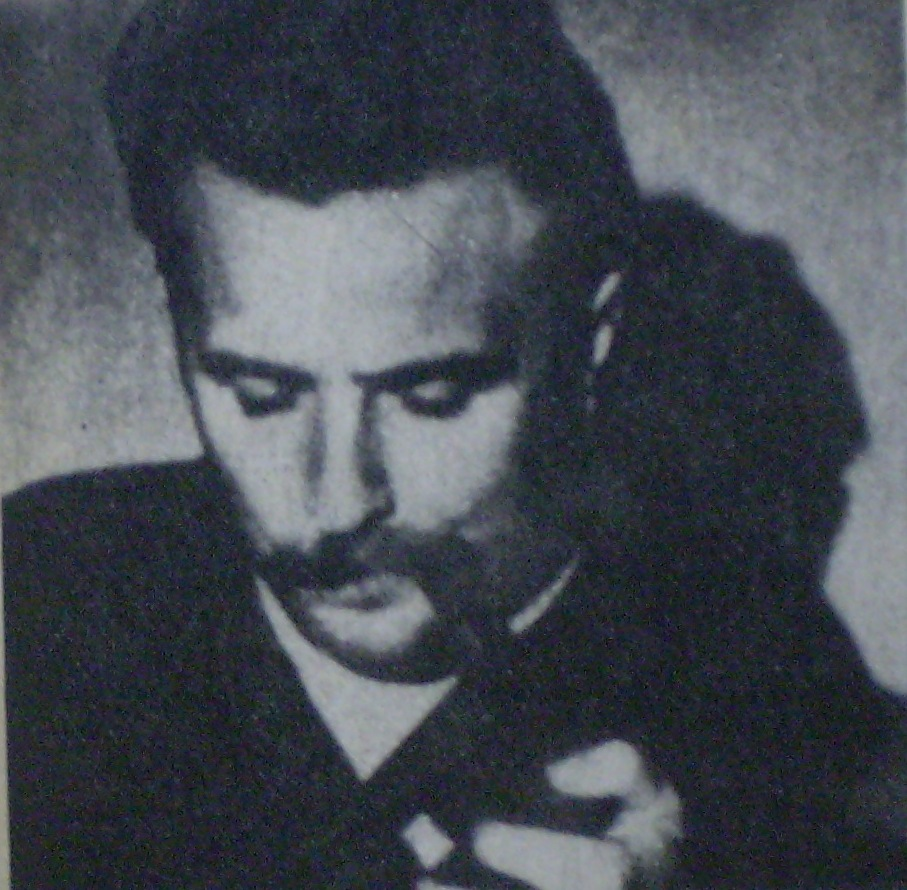
雷吉斯·德布雷

该理论的核心原则是，小型、快速机动的准军事组织的干部的先锋队精神可以将民众对于现政权的不满设定为“焦点”，从而引发大规模起义。尽管该理论最初是应用于在农村地区进行动员和发动袭击，但从1960年代后期起，该理论也被应用于城市游击战运动。拉丁美洲和非洲的很多左翼反抗组织运用过该理论，如阿根廷的人民革命军、危地马拉全国革命联盟、萨尔瓦多的法拉本多·马蒂民族解放阵线和尼加拉瓜的桑地诺民族解放阵线。